# Endospermum
Endospermum é um género botânico pertencente à família Euphorbiaceae.
Plantas encontradas da Índia até a China, Sudeste asiático até Austrália, Fiji.

## Sinonímia
- Capellenia Teijsm. & Binn.

### Espécies
Composto por 23 espécies:
| - Endospermum banghamii - Endospermum beccarianum - Endospermum borneense - Endospermum chinense - Endospermum diadenum - Endospermum domaliphorum - Endospermum eglandulosum - Endospermum formicarum | - Endospermum labios - Endospermum macrophyllum - Endospermum malaccense - Endospermum malayanum - Endospermum medullosum - Endospermum moluccanum - Endospermum myrmecophilum - Endospermum ovalifolium | - Endospermum ovatum - Endospermum peltatum - Endospermum perakense - Endospermum philippinense - Endospermum quadriloculare - Endospermum robbieanum - Endospermum ronaldii |

## Nome e referências
Endospermum Benth.